# Sphenoraia apicalis
Sphenoraia apicalis es una especie de insecto coleóptero de la familia Chrysomelidae.
Fue descrita científicamente en 1983 por Kimoto.